# The Best Of (албум Наташе Беквалац)
The Best Of је прва компилација српске певачице Наташе Беквалац. Албум је објављен 2005. године у издању издавачке куће Сити рекордс. Диск садржи највеће хитове са претходна 3 албума: Не брини, Ништа лично и Стерео љубав.

## Списак песама
| #   | Назив                | Са албума    | Трајање |
| --- | -------------------- | ------------ | ------- |
| 1.  | Не брини             | Не брини     | 03:40   |
| 2.  | Мирис                | Не брини     | 03:41   |
| 3.  | Лажи ме              | Не брини     | 03:47   |
| 4.  | Празником и недељом  | Не брини     | 03:47   |
| 5.  | Дечко, ти си луд     | Не брини     | 03:02   |
| 6.  | Не могу              | Ништа лично  | 03:44   |
| 7.  | Сада је стварно крај | Ништа лично  | 03:19   |
| 8.  | Мали сигнали         | Ништа лично  | 03:16   |
| 9.  | Губим тло под ногама | Ништа лично  | 03:27   |
| 10. | Иду дани             | Ништа лично  | 03:04   |
| 11. | Боља сам од ње       | Ништа лично  | 03:32   |
| 12. | Никотин              | Стерео љубав | 03:41   |
| 13. | Полудим ли у 25      | Стерео љубав | 04:05   |
| 14. | Све је то љубав      | Стерео љубав | 03:32   |
| 15. | Поново               | Стерео љубав | 03:47   |
| 16. | Није за мене         | Стерео љубав | 03:51   |
| 17. | Хајде                | Стерео љубав | 03:23   |
| 18. | Навика               | Стерео љубав | 03:35   |